# 糙突吻鱈
糙突吻鱈，為輻鰭魚綱鱈形目鼠尾鱈科的其中一種，分布於西太平洋印尼及印度洋澳洲西北部海域，深度1500-2290公尺，體長可達51.5公分，屬深海底棲性魚類，棲息在大陸坡底層水域，以頭足類、甲殼類等為食，生活習性不明。

## 扩展阅读
維基物種上的相關：糙突吻鱈